# جمعیت‌شناسی دبی
| سال | جمعیت     |
| ۱۸۲۲۱ | ۱٬۲۰۰     |
| ۱۹۰۰۱ | ۱۰٬۰۰۰    |
| ۱۹۳۰۱ | ۲۰٬۰۰۰    |
| ۱۹۴۰۱ | ۳۸٬۰۰۰    |
| ۱۹۵۴۱ | ۲۰٬۰۰۰    |
| ۱۹۶۰۱ | ۴۰٬۰۰۰    |
| ۱۹۶۸ | ۵۸٬۹۷۱    |
| ۱۹۷۵ | ۱۸۳٬۰۰۰   |
| ۱۹۸۵ | ۳۷۰٬۸۰۰   |
| ۱۹۹۵ | ۶۷۴٬۰۰۰   |
| ۲۰۰۵ | ۱٬۲۰۴٬۰۰۰ |
| ۱ شهر دبی در سال ۱۹۶۸ برای اولین‌بار سرشماری شد. بنابراین ارقام جدول بالا از سال ۱۹۶۸ به قبل، به صورت تخمینی از منابع مختلف تهیه شده‌است. |           |

بر اساس سرشماری انجام شده توسط مرکز آمار دبی، جمعیت این شیخ‌نشین تا سال ۲۰۰۹ میلادی ۱٬۷۷۱٬۰۰۰ بوده‌است. مساحت شهر دبی ۴۹۷٫۱ مایل مربع (۱٬۲۸۷٫۴ کیلومتر مربع) می‌باشد و تراکم جمعیت بیش از ۴۰۸٫۱۸ بر کیلومتر مربع است که این مقدار بیش از ۸ برابر کل کشور می‌باشد. دبی دومین شهر گران‌قیمت در منطقه، و بیستمین شهر گران‌قیمت جهان می‌باشد.
در سال ۲۰۰۵ میلادی، ۱۷ درصد از جمعیت دبی را اتباع اماراتی تشکیل می‌داد. همچنین حدود ۸۵ درصد (۷۱ درصد از جمعیت کل امارات) از جمعیت مهاجر این شهر را اتباع آسیایی تشکیل می‌دهند که عمدتاً هندی (۵۱٪)، پاکستانی (۱۶٪)، بنگلادشی (۹٪)، فیلیپینی (۳٪) و جمعیت قابل ملاحظه‌ای از سومالی که نزدیک به ۳۰،۰۰۰ نفر می‌باشند هستند. یک چهارم از جمعیت کل امارات هم اصلیت ایرانی دارند.
علاوه بر آمارهای بالا، ۱۶ درصد (۲۸۸،۰۰۰ نفر) از جمعیت دبی در خوابگاه‌های کار جمعی زندگی می‌کنند که ملیت و نژاد آن‌ها شناسایی نشده است اما تصور می‌شود که عمدتاً آسیایی باشند.
متوسط سن در این شیخ‌نشین ۲۷ سال می‌باشد. میزان تولد تا سال ۲۰۰۵ میلادی، ۱۳.۶ و میزان مرگ و میر ۱ درصد بوده‌است.
کارگران ساختمانی و عمدهٔ شهر هندی هستند و بعد از آن‌ها پاکستانی‌ها که کمی بیشتر از هندی‌ها کار شخصی هم دارند و فیلیپینی‌ها هستند. بازار سنتی و کوچک دبی مثل موبایل فروشها، بقالی‌ها و لوازم یدکی خودروفروشی‌ها و بقیهٔ کارها با سرمایهٔ کوچک بیشتر به دست ایرانی‌های قدیمی ساکن دبی می‌گردد. پس از ایرانیها، عرب‌های سوری و پاکستانی‌ها بازار سرمایه را در دست دارند. 
ایرانی‌های زیادی هم برای سرمایه‌گذاری در بازار کلان به جز املاک به دبی آمده‌اند که البته مشخصا تعدادشان از کسانی که در املاک سرمایه‌گذاری کرده‌اند بیشتر نیست.
زبان رسمی دبی، عربی می‌باشد اما زبان انگلیسی به صورت گسترده‌ای توسط ساکنان این شهر استفاده می‌شود به‌طوری‌که به زبان اولیهٔ این شهر تبدیل شده‌است. دیگر زبان‌هایی که توسط که توسط ساکنان این شیخ‌نشین به‌طور گسترده استفاده می‌شود شامل هندی، فارسی، اردو، بنگالی، تامیل، تاگولوگ، چینی، مالایایی می‌باشد.
مادهٔ ۷ از قانون اساسی موقت کشور امارات متحده عربی، دین اسلام را به عنوان دین رسمی این کشور اعلام کرده‌است. 
علاوه بر اسلام، تعداد قابل توجهی از ساکنان دبی، مسیحی، هندو، بودایی، سیک و بهائی هستند.
گروه‌های غیر مسلمان می‌توانند خانه‌ها و عبادتهای خودشان را داشته باشند. در حالی که دولت کشور امارات مجوز قانونی به گروه‌های مذهبی نمی‌دهد، اما ممکن است برخی از ۷ شیخ‌نشین‌های این کشور استقلال داخلی به برخی از مذاهب بدهند. دبی نیز تنها شیخ‌نشین کشور امارات است که معابد هندو و گوردوا (معابد سیک‌ها) را دارد. طبق سرشماری اخیر افراد ملت هندوستان بیشترین جمعیت مستقر در دبی را تشکیل می‌دهند.
گروه‌های غیر مسلمان، کمک‌های نقدی را تنها می‌توانند از بین خود جمع‌آوری کرده یا از خارج دریافت کنند و می‌توانند در ملا عام دینشان را تبلیغ کنند. اما از دین برگشتن یا توزیع نشریات مذهبی به شدت خلاف قانون بوده و علاوه بر جریمهٔ نقدی و پیگرد قانونی، به خاطر رفتار توهین آمیز به آئین اسلام، فرد مجرم یا به زندان می‌رود یا از کشور اخراج می‌شود.
اتباع اسرائیلی حق ورود به دبی را دارند.
زیرا اسرائیل و امارات قرارداد صلح تاریخی خود را در 13 اوت 2020 اعلام و در 15 سپتامبر همان سال در شهر واشنگتن دی سی در حضور جناب رئیس جمهور دونالت ترامپ به امضا رساندند و عصر یک‌شنبه هشتم نوامبر (۱۸ آبان) یک بوئینگ ۷۳۷ شرکت هواپیمایی "فلای دبی"، حامل گروهی از گردشگران اسرائیلی، در فرودگاه بین‌المللی شهر دبی بر زمین نشست.